# 毎日放送ラジオ大通り
毎日放送ラジオ大通り（まいにちほうそうらじおおおどおり）は、1975年4月7日から1979年10月5日まで毎日放送（現在のMBSラジオ）で毎週月曜日から金曜日の夕方に「ラジオポートMBS」（大阪市北区梅田の阪急グランドビル31階に常設していたスタジオ）から放送されていた生ワイド番組。
番組の開始当初は、毎日放送の男性アナウンサーが、パーソナリティを日替わりで担当。その1人であった阪本時彦が全ての曜日で担当するようになったことを機に、阪本の愛称であった「時さん」にちなんで、番組のタイトルを「時さんのラジオ大通り」（ときさんのらじおおおどおり）に改めていた。

## 放送時間
- 毎週月曜日 - 金曜日 15:30 - 17:20
- 毎週月曜日 - 金曜日 15:00 - 17:48

## 出演者
毎日放送ラジオ大通り
- パーソナリティ
  - 三好俊行
  - 阪本時彦
  - 板倉俊彦
  - 青木和雄

時さんのラジオ大通り
- パーソナリティ
  - 阪本時彦
- アシスタント
  - 辻ひろ子（月 - 水曜日）
  - 井土昌子（木・金曜日）
- レギュラー出演者
  - 西条ロック（全曜日）
  - 青木和雄（箱番組の「三菱ミュージックハイウェイ」にのみ出演）
  - 橋本せいこ（同上）

## コーナー
- 毎日ニュース
- お天気のお知らせ（天気予報）
- 交通情報
- こちら交通管制センター
- クラウンレコード今月のヒットコーナー
- あの店この客お酒屋さん（ロータスクーポンが単独で提供）
- 歌謡曲こんにちは
- 大通り招待席
- ロックのただいま参上（西条ロックの冠コーナー）
- 諸口あきらの野放しジョッキー（諸口は後継番組『ごきげんさん!3時は諸口あきらです』→『MBSイブニングレーダー』シリーズのパーソナリティ）
- 三菱ミュージックハイウェイ（『ミュージック・ハイウェイ』の企画ネットによる17時台前半の箱番組で交通情報を内包）
- 時さんのダイヤモンドハイウェイ（『三菱ダイヤモンドハイウェイ』の企画ネット版）